# Duarte Pinto Soares
Duarte Nuno de Ataíde Saraiva Marques Pinto Soares CvA • OA • GCL é um ex-militar e engenheiro civil português.

## Biografia
Filho de José Augusto Monteiro Torres Pinto Soares (Lisboa, 8 de Janeiro de 1917 - ?) e de sua mulher Maria dos Prazeres de Meneses de Ataíde Saraiva (1 de Maio de 1919 - ?), filha de Arnaldo Vítor Marques (Viseu, c. 1895 - 30 de Setembro de 1929) e de sua mulher Maria de Lourdes de Meneses de Ataíde Saraiva de Refóios (17 de Dezembro de 1898 - ?), neta paterna do 1.º Visconde da Vela, neta materna do 1.º Barão de Caria, 1.º Visconde de Caria e 1.º Conde de Caria, sobrinha materna do 1.º Conde de Vinhó e Almedina e sobrinha-neta materna do 1.º Visconde de Fornos de Algodres e 1.º Conde de Fornos de Algodres.
Participou do Conselho da Revolução.
A 4 de fevereiro de 1986 foi agraciado pelo governo português com a Grã-Cruz da Ordem da Liberdade, a 7 de Agosto de 1986 foi feito Cavaleiro da Ordem Militar de Avis e a 3 de Março de 1988 foi elevado a Oficial da mesma Ordem.